# 紀元前783年
紀元前783年（きげんぜん783ねん）は、西暦による年。

## 他の紀年法
- 干支 : 戊午
- 中国
  - 周 - 宣王45年
  - 魯 - 孝公24年
  - 斉 - 荘公贖12年
  - 晋 - 殤叔2年
  - 秦 - 荘公39年
  - 楚 - 若敖8年
  - 宋 - 戴公17年
  - 衛 - 武公30年
  - 陳 - 武公13年
  - 蔡 - 釐侯27年
  - 曹 - 恵伯13年
  - 鄭 - 桓公24年
  - 燕 - 頃侯8年
- 朝鮮
  - 檀紀1551年
- ユダヤ暦 : 2978年 - 2979年

## 死去
- アダド・ニラリ3世